# Supercopa Sudamericana
Supercopa Sudamericana, zvana i Supercopa, Supercopa Libertadores, Supercopa Sul-Americana, Supercopa dos Campeões da Libertadores da América te  Supercopa João Havelange je bilo nogometno natjecanje za klubove u Južnoj Americi koje se igralo između 1988. i 1997. Posebnost ovog natjecanja je bila u tome što su ga igrali samo prijašnji pobjednici Cope Libertadores i Campeonato Sudamericano de Campeones igranog 1948. Pobjednik Supercope je s pobjednikom Cope Libertadores igrao i susret za Recopa Sudamericana, južnoameričku inačicu europskog superkupa.

## Klubovi sudionici
| - Independiente - Avellaneda - Racing Club - Avellaneda - Argentinos Juniors - Buenos Aires - Boca Juniors - Buenos Aires - River Plate - Buenos Aires - Vélez Sarsfield - Buenos Aires - Estudiantes - La Plata - Cruzeiro - Belo Horizonte - Grêmio - Porto Alegre | - Flamengo - Rio de Janeiro - Vasco da Gama - Rio de Janeiro - Santos -Santos - São Paulo - São Paulo - Colo Colo - Santiago de Chile - Atlético Nacional - Medellín - Olimpia - Asunción - Nacional - Montevideo - Peñarol - Montevideo |

## Sudionici završnice
| godina | pobjednik       | finalist      |
| ------ | --------------- | ------------- |
| 1988.  | Racing Club     | Cruzeiro      |
| 1989.  | Boca Juniors    | Independiente |
| 1990.  | Olimpia         | Nacional      |
| 1991.  | Cruzeiro        | River Plate   |
| 1992.  | Cruzeiro        | Racing Club   |
| 1993.  | São Paulo       | Flamengo      |
| 1994.  | Independiente   | Boca Juniors  |
| 1995.  | Independiente   | Flamengo      |
| 1996.  | Vélez Sarsfield | Cruzeiro      |
| 1997.  | River Plate     | São Paulo     |

## Copa Master de Supercopa
Copa Master de Supercopa, zvana i Supercopa Masters je bilo natjecanje bivših pobjednika Supercope Sudamericana. držano je dva puta - 1992. i 1995., te je bilo predviđeno i za 1998., ali je otkazano zbog financijskih razloga.

### Pobjednici i drugoplasirani
| godina | pobjednik    | drugoplasirani |
| ------ | ------------ | -------------- |
| 1992.  | Boca Juniors | Cruzeiro       |
| 1995.  | Cruzeiro     | Olimpia        |

## Supercopa
Natjecanje naziva Supercopa  (španjolski Supercopa de Campeones Intercontinentales Zona Sudamericana) je održano 1969. i 1969., uz otkazano 1970., a u njemu su sudjelovali bivši južnoamerički pobjednici Interkontinentalnog kupa. Pobjednik natjecanja je nastupio u susretu Inertkontinentalnog superkupa (šp. Supercopa de Campeones Intercontinentales) protiv predstavnika Europe.
| godina | pobjednik | drugoplasirani |
| ------ | --------- | -------------- |
| 1968.  | Santos    | Peñarol        |
| 1969.  | Peñarol   | Racing Club    |

## Vanjske poveznice i izvori
- Povijest Supercope Libertadores
- rsssf.com, Supercopa Libertadores
- rsssf.com, vječna ljestvica Supercope Libertadores
- rsssf.com, najbolji strijelci Supercope Libertadores po sezonama
- rsssf.com, Supercopa Masters
- rsssf.com, Supercopa (Recopa Sudamericana) 1968.
- rsssf.com, Supercopa 1969.
- es.wikipedia, Supercopa de Campeones Intercontinentales

## Unutrašnje poveznice
- Copa Libertadores
- Recopa Sudamericana
- Copa CONMEBOL
- Copa Sudamericana